# Heinrich Steinhagen

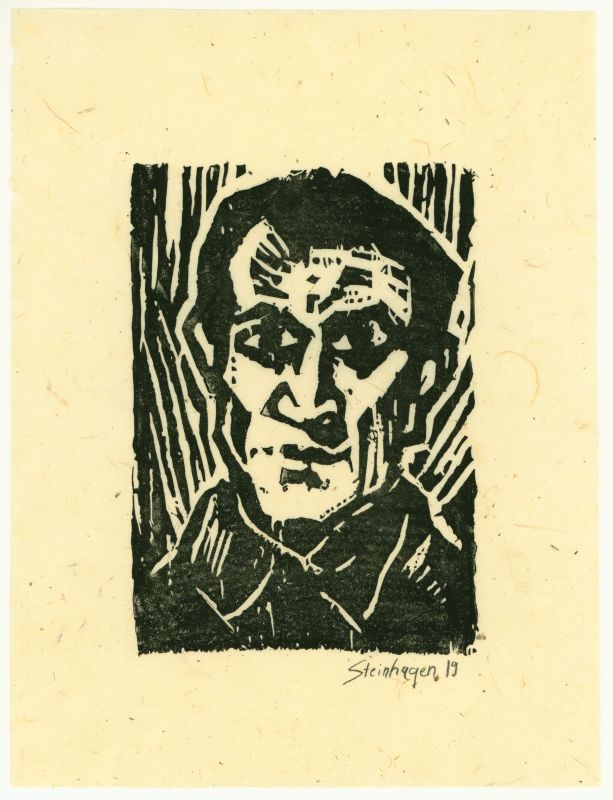
Selbstbildnis, 1919

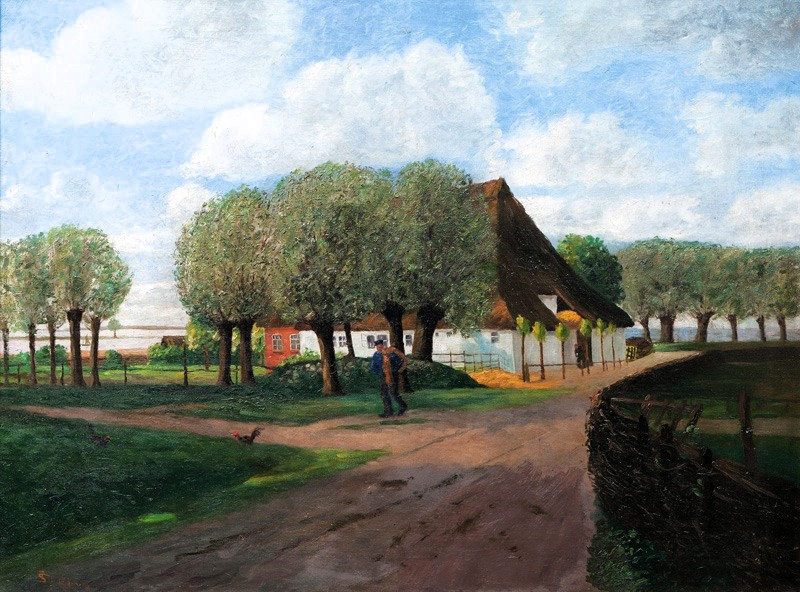
Ziehende Wolken, 1908 (?)

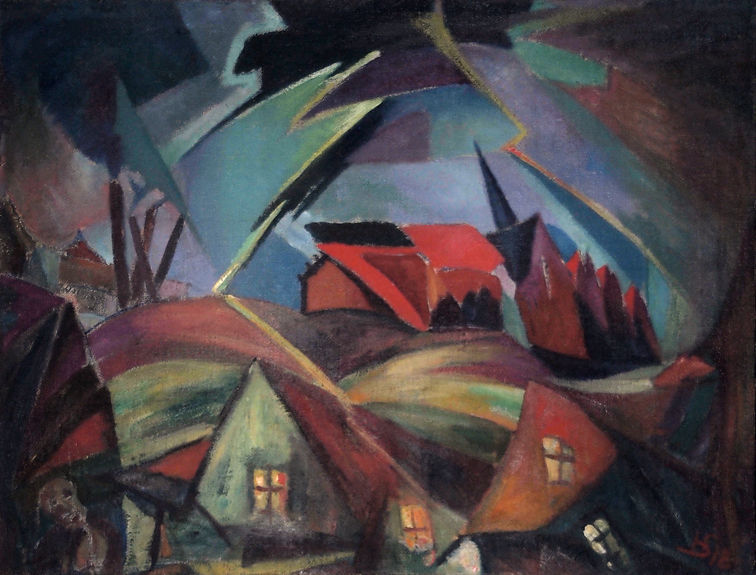
Der Blitz, 1919

Heinrich Steinhagen (* 10. September 1880 in Wismar; † 19. Juli 1948 in Rahlstedt, Hamburg; vollständiger Name: Heinrich August Friedrich Johannes Steinhagen) war ein deutscher Grafiker, Bildhauer und Maler des Expressionismus.

## Ausbildung
Heinrich Steinhagen, 1880 als Sohn eines Wismarer Schuhmachers geboren, war künstlerischer Autodidakt. Nach einer Tätigkeit als Malergehilfe in Lübeck ließ er sich nach 1900 in Hamburg nieder. Der Kunstsammler Ernst Rump förderte ihn, dennoch lebte er ständig in finanziell prekären Verhältnissen.

## Werk
Zu seinem Frühwerk zählen impressionistisch zarte Radierungen der norddeutschen Landschaft, die teilweise an die Maler der früheren Künstlerkolonie Worpswede erinnern. Damit erreichte er eine gewisse Anerkennung. 1910 entstanden seine ersten expressionistischen Arbeiten im Stil der „Brücke“-Künstler. Die traumatisierenden Erlebnisse im Ersten Weltkrieg führten zu einem inhaltlichen und stilistischen Wandel. Er beschäftigte sich intensiver mit religiösen Motiven und ihrer expressiven malerischen und grafischen Umsetzung, ergänzt durch eine zweite Motivgruppe, die (wohl selbst erlebte) Kampf- und Todesszenen zeigt, oft auch das Leiden der Militärpferde darstellt. Er experimentierte auch mit Kubismus und Dada und fand schließlich zu einem reduzierten,
ins Monumentale tendierenden Stil.
Steinhagen war Mitbegründer der Hamburgischen Sezession und Mitglied der Hamburgischen Künstlerschaft. Er arbeitete ab 1909 in einem Staatsatelier in der Hamburger Kunsthalle, das er 1919 wieder aufgab. 1920 verkaufte er seine Arbeiten an den Kunsthändler Sommer. In diese Zeit fiel der Beginn seines Hausbaus in Hamburg Neu-Rahlstedt (Wiesenredder 14) als Gesamtkunstwerk. Das große Haus diente als Wohnhaus der Familie als auch als Atelier des Künstlers und wurde von den Anwohnern „Rahlstedter Schloss“ genannt. Das Haus wurde vom Künstler selbst gebaut und war mit zahlreichen Plastiken und Kunstwerken dekoriert. Das Haus wurde 1937 durch ein Feuer teilweise zerstört und vom Künstler wieder aufgebaut. Nach dem Kriege verfiel das Haus und wurde schließlich zugunsten eines Kindergartens im Jahre 1963 mit sämtlichem künstlerischen Inventar abgerissen. Heute erinnert an dieser Stelle eine liebevoll gestaltete Gedenktafel an das „Rahlstedter Schloß“ von Heinrich Steinhagen.
In der Zeit des Nationalsozialismus war Steinhagen obligatorisch Mitglied der Reichskammer der bildenden Künste. 1937 wurden im Rahmen der deutschlandweiten konzertierten Aktion Entartete Kunst aus der Hamburger Kunsthalle ein Selbstbildnis Steinhagens (Pastell auf Pappe, 73 × 60 cm, 1919) beschlagnahmt und vernichtet. Zu den konkreten Gründen dafür liegen keine Informationen vor.
1944 verbrachte Steinhagen vier Monate in einem Konzentrationslager, weil er in Trauer um seinen gefallenen Sohn den Diktator Hitler öffentlich beschimpft hatte.
Heinrich Steinhagen starb an Lungenkrebs.
Am 9. Mai 2012 wurde zu Ehren des Künstlers eine Straße in Hamburg-Rahlstedt „Steinhagenweg“ benannt.

## Werke in öffentliche Sammlungen
- Hamburger Kunsthalle
- Museum für Kunst und Gewerbe, Hamburg
- Museum für Hamburgische Geschichte
- Schleswig-Holsteinisches Landesmuseum Schloss Gottorf, Schleswig
- The Robert Gore Rifkind Foundation, Kalifornien, USA